# Mazovia
Die Mazovia ist eine RoPax-Fähre, die seit 2015 für die Reederei Polferries fährt.

## Geschichte
Das Schiff wurde unter der Baunummer 1005 auf der Werft Pt Dok Kodja Bahri in Jakarta in Indonesien gebaut. Der Stapellauf erfolgte am 28. September 1992. Die Taufe erfolgte am 19. April 1996 durch Marianne Nilsson in Jakarta. Das Schiff wurde erst im April 1996 fertiggestellt und kam als Gotland in Fahrt. Es wurde in den Folgejahren auf verschiedenen Strecken in Ost- und Nordsee eingesetzt.
Im Dezember 1997 wurde das Schiff an die finnische Reederei Finnlines verkauft und in Finnarrow umbenannt. Finnlines setzte das Schiff in der Ostsee ein. Zwischenzeitlich fuhr das Schiff auch für andere Reedereien, so ab Januar 2003 für Nordö-Link, ab März 2007 dann für Scandlines und ab Ende April 2007 für Stena Line.
Im Juli 2013 wurde das Schiff für fünf Jahre an die Grimaldi Group verchartert und in Euroferry Brindisi umbenannt. Für diesen Dienst wurde es bei Besiktas Shipyard umgebaut. Unter anderem wurde auf das Fahrzeugdeck ein neues Passagierdeck gebaut, was das Aussehen des Schiffes wesentlich veränderte.
Am 18. Dezember 2014 wurde das Schiff an Polish Baltic Shipping verkauft. Im Februar 2015 wurde das Schiff bei Fayards AS in Munkebo umgebaut. Seit April 2015 wird das Schiff von Polferries als Mazovia auf der Route Swinemünde – Ystad eingesetzt. Dafür wurde das Schiff zunächst in Stettin, später in Odense umgebaut. Die Scandinavia wurde abgelöst und von Ventouris Ferries übernommen.
Am 14. Oktober 2016 ereignete sich ein Brand an Bord.

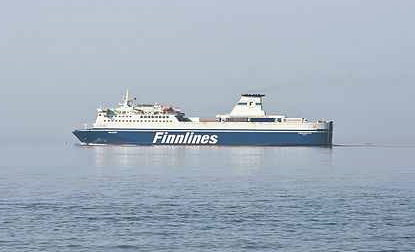
Das Schiff als Finnarrow, vor dem ersten Umbau
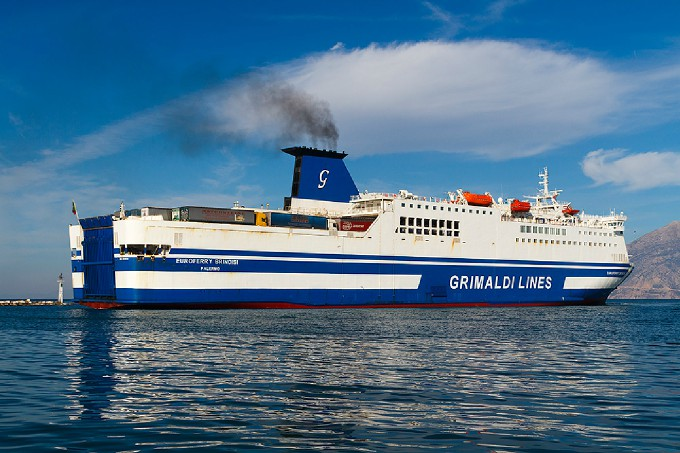
Das Schiff als Euroferry Brindisi, vor dem zweiten Umbau

## Technische Daten und Ausstattung
Das Schiff wird von vier Sulzer-Viertakt-Sechszylinder-Dieselmotoren mit einer Leistung von zusammen 17280 kW angetrieben. Damit erreicht das Schiff eine Geschwindigkeit von maximal 21 kn. Für die Stromversorgung an Bord stehen zwei Dieselgeneratoren mit 1625 kVA Scheinleistung und drei Dieselgeneratoren mit 1375 kVA Scheinleistung zur Verfügung. Zusätzlich wurde ein Notgenerator mit 650 kVA Scheinleistung verbaut.